# 므나차칸 이스칸다랸
므나차칸 프룬제비치 이스칸다랸(러시아어: Мнацака́н Фру́нзевич Искандаря́н, 아르메니아어: Մնացական Ֆրունզի Իսկանդարյան 므나차칸 프룬지 이스칸다랸, 1967년 5월 17일~)은 소련과 러시아의 레슬링 선수, 지도자이다. 1992년 하계 올림픽 남자 그레코로만형 웰터급에서 금메달을 획득했으며 세계 선수권 대회에서 금메달 3개를 획득했다.